# Picasso's Last Words (Drink to Me)
Picasso's Last Words (Drink to Me), noto anche come Picasso's Last Words, è un brano, composto da Paul McCartney, pubblicato sull'album Band on the Run del 1973. È stato prodotto da McCartney stesso.

## Il brano

### Composizione

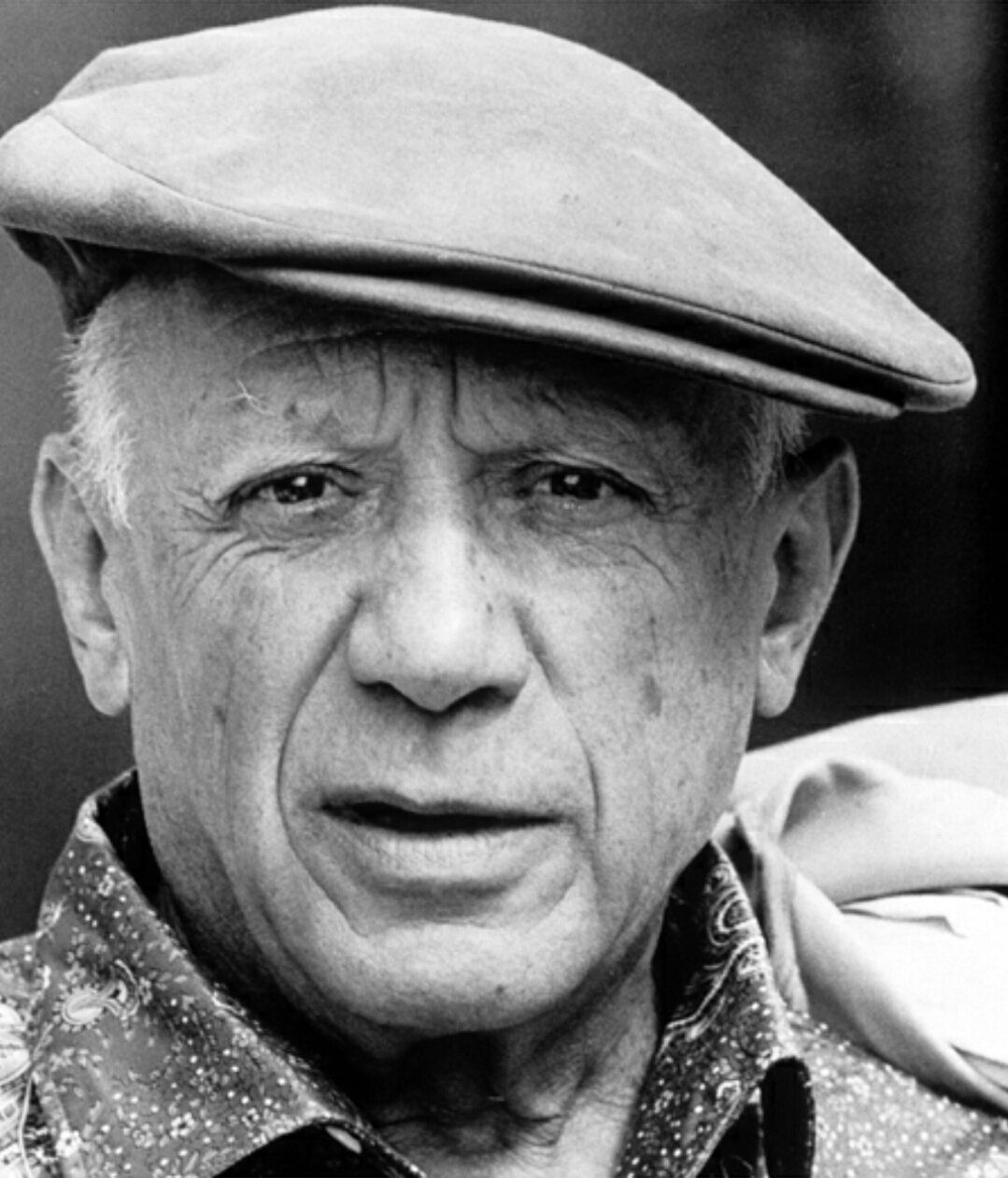
Pablo Picasso, che ha ispirato il brano, nel 1962

Paul McCartney compose il pezzo durante un party che il musicista, assieme alla moglie Linda Eastman, hanno avuto a Montego Bay, in Giamaica. L'autore ha ricordato che, in una delle loro vacanze nella nazione, avevano saputo che Dustin Hoffman e Steve McQueen fossero nella zona, per girare il film Papillon. I due attori li invitarono a visitare il set ed Hoffman chiese alla coppia di andare a cena. Nell'occasione, l'attore chiese a McCartney come facesse a comporre canzoni; alla risposta che gli venivano, gli chiese di fare una canzone con un soggetto qualsiasi: prendendo il Time, trovò l'articolo sugli ultimi giorni di vita di Pablo Picasso e le parole pronunciate in occasione della cena organizzata dal pittore con alcuni amici il giorno prima della sua morte: "Drink to me; drink to my health" . Allora il musicista prese la chitarra ed iniziò a cantare le frasi, che poi hanno composto il ritornello; Hoffman, sorpreso, urlò alla moglie di venire a sentirlo. Il pezzo, inventato sul momento, fu alla base di quello che sarebbe diventato Picasso's Last Words. L'articolo, uscito sul giornale datato 23 aprile 1973, era intitolato Pablo Picasso's Last Days and Final Journey.
Nella versione pubblicata su Band on the Run, compaiono elementi di altre due canzoni dello stesso album, Jet e Mrs. Vandebilt. Una parte del pezzo è in francese, e parla principalmente di guide turistiche e di manuali di guida.

### Registrazione
Il brano fu l'unica dell'album Band on the Run ad essere stata registrata agli ARC Studios di Ginger Baker a Lagos, in Nigeria, anche se il proprietario sperava in più. Paul ha ricordato che i Wings tentarono di registrare come Picasso pitturava i suoi quadri: se non gli piacevano, li rifaceva. Baker, assieme ad altre persone trovate nei paraggi dello studio di registrazione, presero delle lattine, che vennero riempite di ghiaia ed usate come maracas. McCartney ha ricordato anche che non aveva idee molto chiare su come eseguire la canzone. La canzone, in Nigeria, venne sottoposta a numerosi edits. Il breve arrangiamento orchestrale venne compito da Tony Visconti; l'orchestra venne registrata agli AIR Studios di Londra, di proprietà di George Martin.

### Pubblicazione
Picasso's Last Words (Drink to Me) venne pubblicata come penultima canzone di Band on the Run del 1973. Una versione live è stata inclusa sull'album Wings over America del 1976, intitolata semplicemente Picasso's Last Words; la traccia apre la prima facciata del secondo disco del 33 giri. Denny Laine, da solista, ne ha pubblicato una sua versione sull'album Performs the Hits of Wings del 2007.

## Formazione
- Paul McCartney: voce, chitarra, basso elettrico, batteria
- Linda McCartney: cori
- Denny Laine: voce, chitarra
- Ginger Baker, musicisti non accreditati: percussioni[1]